# Hookeriopsis purpureophylla
Hookeriopsis purpureophylla là một loài Rêu trong họ Hookeriaceae. Loài này được (Müll. Hal. ex E. Britton) Broth. mô tả khoa học đầu tiên năm 1907.